# Vote for Me
Albums de Uncommonmenfrommars
Welcome to... Kill the Fuse
Vote for Me est le premier album studio du groupe de punk rock français Uncommonmenfrommars, après une démo éponyme sortie en 1998 et un mini-CD (Welcome to...) sorti en 2000.
Publié par la major Wagram Music en 2001, il a été enregistré à San Francisco, aux Motor Studios, par Ryan Greene (en) en personne, considéré comme le pape des productions de skate-punk mélodique[réf. nécessaire], puisque des groupes comme NOFX, Pennywise, No Use For A Name, Lagwagon, ou encore Bad Religion, sont passés par lui et dans ses studios.
À sa sortie, l'album était disponible en deux versions : une version à pochette « sobre » (représentant un dessin de leur personnage d'extraterrestre bleu, jaune, et vert déjà visible sur la pochette de Welcome to... en train de planter un drapeau sur une planète), et une autre avec une pochette représentant une photo des membres du groupe presque nus et une reprise live de The Ramones en bonus.

## Composition du groupe
- Trint Eastwood : chant et guitare
- Rock Ed From The Crypte : chant et guitare
- Big Jim : basse et chœurs
- Daff Lepard : batterie et chœurs

## Liste des chansons de l'album
1. Hello Everybody - 1:29
2. Go Get a Life - 2:55
3. Pizzaman (ce titre figurait déjà sur Welcome to...) - 3:10
4. Tatoo (I Don't Want to Hear About It) - 2:49
5. TV Star - 2:12
6. 78 - 2:35
7. Jessie@Dublin.com - 0:34
8. Coconut Island - 2:53
9. Dumb - 2:32
10. Security - 2:13
11. Matrix is Real - 4:33
12. Get the Fuck Out of my Life - 1:43
13. Fat Boy - 4:33
14. Vote for Me (ce titre figurait déjà, en morceau-fantôme live, sur Welcome To...) - 2:36
15. The KKK Took My Baby Away (bonus reprise live de The Ramones) - 2:16

Après un blanc de 0:59, apparaît un morceau-fantôme : Come To Jamaïca - 3:07. Ce titre figurait déjà sur Welcome To...).

## En plus
Ce disque contient une plage CD-Rom/multimédia sur laquelle figurent le clip de Pizzaman et les diverses pérégrinations du groupe en studio et dans San Francisco, filmées par le groupe lui-même, pendant les sessions d'enregistrement de l'album.